# فیستول شریانی‌وریدی

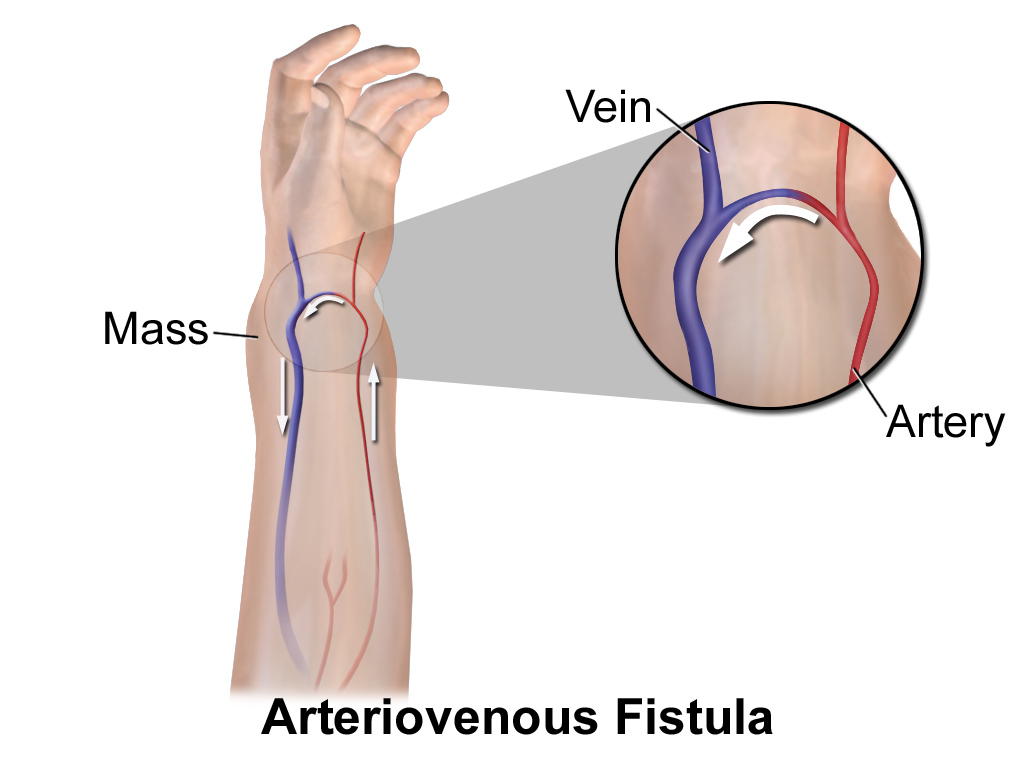

فیستول شریانی وریدی (Arteriovenous fistula) به ارتباط غیرطبیعی یا مجرای ارتباطی بین یک شریان و یک ورید گفته می‌شود. فیستول شریانی‌وریدی نوعی آناستوموزی و پیوند فیستولی بین یک سرخ‌رگ و یک سیاه‌رگ است. این مشکل گاه مادرزادی است یا ناشی از تروما و انوریسم ولی گاه به دلایل پزشکی تعمداً ایجاد می‌شود.

## فیستول شریانی وریدی در دیالیز
فیستول شریانی‌وریدی باعث بالا رفتن جریان خون درون سیاه‌رگ شده و در فرایند همودیالیز خون بیشتری را بدون عبور از مویرگ برای عبور از ماشین دیالیز فراهم می‌کند. در واقع یک ارتباط مصنوعی بین سیاهرگ و سرخرگ توسط جراح عروق یا ارتوپد خوب ایجاد شده که معمولا در قسمت آرنج دست است.
در فیستول می‌توان با لمس ورید (مانند گرفتن نبض رادیال) ضربان شریانی را به راحتی احساس نمود که در پزشکی به آن تریل گفته می‌شود و نیز توسط استتوسکوپ (گوشی پزشکی) صدای خون را شنید که در پزشکی برآن بروت نام می‌نهند. در ایجاد فیستول بر روی ساعد، بیش‌تر ورید سفال را به شریان رادیو یا شریان براکیال، آناستوموز می‌کنند. پس از جراحی و ایجاد فیستول باید چند هفته صبر نمود تا به اصطلاح فیستول بالغ و آماده استفاده شود.
پس از ضخیم شدن و اصطلاحا بالغ شدن فیستول فرد برای انجام دیالیز آماده شده است.

## عوارض فیستولهای شریانی وریدی
فیستولهای شریانی وریدی که به صورت مصنوعی برای دیالیز ایجاد میشود عوارض متعددی دارد که یکی از مهمترین آنها فشاری است که به قلب وارد می کند.

## درمان
درمان فیستول بستگی به محل ایجاد و همچنین دلیل ایجاد آن دارد ولی به‌طور عمده نیاز به جراحی خواهد داشت.